# Pierre Guérin de Tencin
Pierre Guérin de Tencin (Grenoble, 22 de agosto de 1680 - Lyon, 2 de março de 1758) foi um cardeal do século XVIII

## Biografia
Nasceu em Grenoble em 22 de agosto de 1680, Grenoble, França. De uma família de financistas e magistrados. Filho de Antoine Guérin, sieur de Tencin, presidente do parlamento de Grenoble, e Louise de Buffévent. O sobrenome Gérin foi substituído pelo de Tenci, que era o terreno da mãe de Antoine. Seu nome de batismo era Pierre-Paul. Irmão de Claudine Alexandrine de Tencin, autora de Conte de Comminges e outros romances famosos, que viveu uma vida muito dissipada e escandalosa depois de ter sido freira e ter se secularizado com a permissão do papa. Pierre-Guérin devia seu avanço ao poder à irmã. Ele foi destinado à Igreja por sua família.
Estudos iniciais com os Padres Oratorianos em Grenoble. Mais tarde, ele foi para Paris e estudou em La Sorbonne, Universidade de Paris, (eleito prior em 1702; doutorado em teologia, 1705).
Conclavista do cardeal Etienne Le Camus no conclave de 1700; O cardeal Gianfrancesco Albani foi eleito papa, mas se considerou indigno e recusou; o jovem Pierre-Guérin foi solicitado a mudar a opinião do cardeal e conseguiu; O cardeal Albani tornou-se o papa Clemente XI; como recompensa, o rei Luís XIV da França o nomeou abade commendatario da abadia de Vezelay, diocese de Autun, em 15 de abril de 1702.
Ordenado (nenhuma informação encontrada). Na arquidiocese de Sens, arcediago do cabido da catedral e vigário geral. Recebeu a abjuração de John Law, financista e estadista, controlador geral das finanças da França sob o rei Luís XIV e fundador do Banque Générale de France , em Melun, em 17 de setembro de 1719. Conclavista do cardeal Henri Pons de Thiard de Bissy em o conclave de 1721. Após a eleição do Papa Inocêncio XIII em 1721, ele permaneceu em Roma como encarregado de negócios da França perante a Santa Sé. Ele foi nomeado para a sé de Embrum pelo rei da França em 6 de maio de 1724.
Eleito arcebispo de Embrun, em 12 de junho de 1724. Recebeu o pálio em 26 de junho de 1724. Consagrado, em 2 de julho de 1724, igreja de S. Maria in Vallicella, Roma, pelo Papa Bento XIII, assistido por Filippo Valignani, arcebispo de Chieti, e por Cesare Lucini, bispo de Gravina. Assistente do Trono Pontifício, 6 de outubro de 1724. Foi muito zeloso na perseguição aos jansenistas em sua arquidiocese; no sínodo provincial que celebrou em Embrun de 16 de agosto a 28 de setembro de 1727, suspendeu o bispo Jean Soanen de Senez, que havia apelado contra a constituição apostólica Unigenitus Dei Filius do papa Clemente XI condenando 101 proposições de Pasquier Quesnel, permeadas de jansenistas erros que o concílio condenou Instrução pastorale, que havia sido publicado pelo bispo. Ele foi promovido a cardinalato a pedido de James Francis Edward Stuart, o "velho pretendente" ao trono britânico.
Criado cardeal sacerdote no consistório de 23 de fevereiro de 1739; com um breve apostólico de 23 de março de 1739, o papa lhe enviou o barrete vermelho; recebeu o chapéu vermelho e o título de Ss. Nereo ed Achilleo, 20 de julho de 1739. Embaixador da França perante a Santa Sé, 1739-1742. Abade commendatario da abadia cisterciense de Sainte-Marie des Trois-Fontaines , Marne, 1739-1753. Participou do conclave de 1740, que elegeu o Papa Bento XIV. Nomeado pelo rei da França para a sé de Lyon em 17 de setembro de 1740. Transferido para a sé metropolitana de Lyon em 11 de novembro de 1740; nesse mesmo dia, foi-lhe concedido o pálio; primata da França. Ele permaneceu em Roma e não foi para sua sede até 1742. Ministro de Estado do rei Luís XV, setembro de 1742. Comandante da Ordem de Saint-Esprit , janeiro de 1743. Após a morte do primeiro-ministro francês e cardeal Andri-Hercule Cardeal de Fleury, a quem deveu grande parte de seu avanço político, a influência do cardeal Tencin começou a diminuir. Ele deixou a corte e retirou-se para Lyon em 1752. Abbot commendatariode Ainay em 1757. Amigo pessoal do Cardeal Prospero Lambertini, depois Papa Bento XIV, com quem manteve uma correspondência interessante do ponto de vista histórico. O matemático e filósofo francês Jean Le Ronde d'Alembert era filho ilegítimo de sua irmã Claudine Alexandrine.
Morreu em Lyon em 2 de março de 1758. Exposto e enterrado na catedral metropolitana de Lyon.